# U-62号潜艇 (1916年)
陛下之62号潜艇是德意志帝国海军建造的一艘潜艇或称U艇。它由不来梅的威悉船厂承建，于1916年8月2日下水，至同年12月30日交付使用。U-62号是在第一次世界大战期间服役的329艘德国潜艇之一，曾参加过大西洋潜艇战。在其九次巡逻中，共击沉45艘协约国或中立国商船，容积总吨达109117吨。战后，U-62号于1918年11月22日被引渡至英国正式投降，并于1919年至1920年间在博內斯拆解报废。

## 设计
作为战时动员型潜艇的组成部分，U-60至U-62号批次的技术参数与早前同厂生产的U-57至U-59号大致相同，但在推进力、航速和续航里程上有显著提高。U-62号的全长为67米；舷宽6.32米，当中的耐压壳体宽为4.05米；有3.74米的吃水深度。艇只的水上排水量为768吨，水下为956吨。
U-62号搭载有可在水上使用的两台猛狮六缸四冲程柴油发动机，总功率为2,400匹公制馬力（1,765千瓦特）；以及可在水下使用的西门子-舒克特双电动发电机，总功率为1,200匹公制馬力（883千瓦特）。这些发动机用以驱动双轴、每根轴各一个的直径1.6米长螺旋桨，从而使艇只在水上的最高速度达16.5節（30.6每小時），在水下的最高航速为每小时8.4節（15.6每小時）。艇只可以8節（15每小時）的速度在水上巡航11,400海里（21,100），或以5節（9.3每小時）的速度在水下巡航49海里（91）。它的潜航深度为50米。
U-62号装备了四具直径为500毫米的鱼雷发射管，其中艏、艉各两具，并可携带合共七枚鱼雷；作为辅助武器的甲板炮则是一门105毫米45倍径速射炮。其标准船员编制为4名军官及32名水兵。

## 历史
U-62号是由德意志帝国海军于1914年10月6日向不来梅的威悉船厂订购。它自1915年6月22日开始铺设龙骨，1916年8月2日下水，至同年12月30日在首任艇长、海军上尉恩斯特·哈斯哈根的指挥下正式交付使用，并被编入第一潜艇区舰队驻黑尔戈兰岛的第二半区舰队。除哈斯哈根外，奥托·维巴尔克上尉（1917年12月25日－1918年3月9日）也曾担任过U-62号艇长。
第一次世界大战期间，U-62号在北海和北大西洋东部进行过九次巡逻，共击沉容积总吨达109117吨的45艘协约国或中立国商船、2艘总计排水量为10767吨的军舰以及1艘12927总吨的辅助军舰。其中在1917年3月8日，U-62号于法斯耐特岩西南约45海里（83）处击沉了挪威货轮斯托斯塔德号，后者曾因撞击并导致远洋客轮爱尔兰皇后号沉没，造成现代历史上和平时期最致命的海难之一而闻名。
1917年4月30日，排水量为1250吨、担任Q船用途的英国单桅纵帆船郁金香号（Tulip）被U-62号发射的鱼雷击中后，在爱尔兰西南部沉没，造成102名船员罹难。Q船指挥官诺尔曼·麦克雷·路易斯则被俘获，战后于1929年甚至与U-62号的时任艇长恩斯特·哈斯哈根一同在英国发表演说。1918年8月7日，法国海军装甲巡洋舰迪珀蒂-图阿尔号在护送一艘由24艘船组成的护航船队从纽约归航时，在布雷斯特以西约400海里（740）处被U-62号击中。随着夜幕降临，在20:51分，一枚鱼雷击中了巡洋舰左舷前舰桥下方，10秒后又有另一枚击中了后舰桥下方。迪珀蒂-图阿尔号于50分钟后倾覆沉没，全舰官兵仅13人被六艘美国海军驱逐舰救起。
被U-62号击沉的最大型船舶是容积为12927总吨的英国辅助巡洋舰奥拉马号，当时它正护送一支护航船队从达喀尔前往本国水域，并得到了数艘美国海军驱逐舰的加入。1917年10月19日上午，U-62号在比斯开湾的韦桑岛以西约160海里（300）处发现了船队，并率先于09:00朝美国货轮J·L·卢肯巴赫号（前身为德国籍的萨勒号）开火，造成船上的货物起火燃烧。美军驱逐舰号随即前来驱逐U艇并协助救火。大约9小时后，即17:55，U-62号又瞄准了奥拉马号，并以鱼雷命中其第三货舱。美军驱逐舰号试图撞击德国U艇，但未能成功。奥拉马号进水严重而沉没，船员们在慌乱中弃船，共造成5人罹难。J·L·卢肯巴赫号则能够于1917年10月21日抵达勒阿弗尔；船上共有9人受伤，但无人死亡。
U-62号在战争中幸存了下来，没有被击沉。战后，根据对德停战协议的要求，该艇于1918年11月22日移交英国，并在哈维奇正式向协约国投降。从1919年至1920年间，U-62号最终在博內斯拆解报废。

## 袭击历史摘要
| 日期           | 船名                | 船籍         | 吨位  | 结局 |
| -------------- | ------------------- | ------------ | ----- | ---- |
| 1917年3月8日   | 斯托斯塔德号        | 挪威         | 6028  | 击沉 |
| 1917年3月8日   | 织女星号            | 俄罗斯       | 452   | 击沉 |
| 1917年3月10日  | 玛丽号              | 法國         | 127   | 击沉 |
| 1917年3月11日  | 海石竹号            | 英国         | 40    | 击沉 |
| 1917年3月12日  | 阿尔冈昆号          | 美国         | 1806  | 击沉 |
| 1917年3月12日  | 科林伍德号          | 挪威         | 1042  | 击沉 |
| 1917年3月12日  | 朱尔·戈梅斯号       | 法國         | 2595  | 击沉 |
| 1917年3月13日  | 白昼号              | 瑞典         | 250   | 击沉 |
| 1917年3月14日  | 罗斯·利号           | 英国         | 2830  | 击沉 |
| 1917年3月23日  | 三兄弟号            | 荷蘭         | 297   | 击沉 |
| 1917年4月27日  | 敦莫角号            | 英国         | 2293  | 击沉 |
| 1917年4月27日  | 因弗拉赛号          | 英国         | 1438  | 击沉 |
| 1917年4月30日  | 福尔图娜塔号        | 意大利       | 3348  | 击沉 |
| 1917年4月30日  | 郁金香号            | 英國皇家海軍 | 1250  | 击沉 |
| 1917年5月3日   | 弗雷德里克·奈特号   | 英国         | 3604  | 击沉 |
| 1917年5月4日   | 约尔根·奥尔森号     | 丹麦         | 310   | 击伤 |
| 1917年5月7日   | 波拉霍尔号          | 英国         | 4010  | 击沉 |
| 1917年5月10日  | 贝朗热雷号          | 法國         | 2851  | 击沉 |
| 1917年5月10日  | 瞪羚号              | 挪威         | 288   | 击沉 |
| 1917年6月13日  | 坎迪斯号            | 挪威         | 395   | 击沉 |
| 1917年6月13日  | 西尔维亚号          | 挪威         | 148   | 击沉 |
| 1917年6月16日  | 科恩索号            | 丹麦         | 115   | 击沉 |
| 1917年6月20日  | 本戈尔角号          | 英国         | 2490  | 击沉 |
| 1917年6月21日  | 罗伯茨勋爵号        | 英国         | 4166  | 击沉 |
| 1917年6月24日  | 南威尔士号          | 英国         | 3668  | 击沉 |
| 1917年6月25日  | 行会会馆号          | 英国         | 2609  | 击沉 |
| 1917年6月26日  | 戈泽莫尔号          | 英国         | 3079  | 击伤 |
| 1917年6月26日  | 卡塔罗号            | 英国         | 2908  | 击沉 |
| 1917年6月26日  | 马尼斯蒂号          | 英国         | 3869  | 击沉 |
| 1917年8月10日  | 俄里翁一号          | 挪威         | 322   | 击沉 |
| 1917年8月15日  | 阿尔贝塔号          | 丹麦         | 170   | 击沉 |
| 1917年8月24日  | 亨丽特号            | 法國         | 2005  | 击沉 |
| 1917年8月30日  | 东方公主号          | 英国         | 2885  | 击沉 |
| 1917年8月30日  | 格雷哈姆号          | 英国         | 3740  | 击沉 |
| 1917年8月30日  | 诺亚号              | 英国         | 4282  | 击沉 |
| 1917年10月13日 | 伍德伯恩号          | 英国         | 2360  | 击伤 |
| 1917年10月17日 | 亚当斯号            | 英国         | 2223  | 击沉 |
| 1917年10月18日 | 马都拉号            | 英国         | 4484  | 击沉 |
| 1917年10月19日 | J·L·卢肯巴赫号      | 美国         | 4920  | 击伤 |
| 1917年10月19日 | 奥拉马号            | 英國皇家海軍 | 12927 | 击沉 |
| 1917年12月11日 | 奥德菲尔德·格兰奇号 | 英国         | 4653  | 击沉 |
| 1917年12月14日 | 黑尔号              | 英国         | 774   | 击沉 |
| 1917年12月15日 | 丰比号              | 英国         | 1282  | 击沉 |
| 1917年12月17日 | 科宁贝号            | 英国         | 1279  | 击沉 |
| 1918年5月16日  | 鹭桥号              | 英国         | 2422  | 击沉 |
| 1918年5月16日  | 兰卡凡号            | 英国         | 4749  | 击沉 |
| 1918年5月24日  | 露丝·希克曼号       | 英国         | 417   | 击沉 |
| 1918年5月27日  | 梅里奥尼思郡号      | 英国         | 4308  | 击沉 |
| 1918年5月28日  | 凯恩罗斯号          | 英国         | 4016  | 击沉 |
| 1918年5月30日  | 奥索尼亚号          | 英国         | 8153  | 击沉 |
| 1918年8月7日   | 迪珀蒂-图阿尔号     | 法國國家海軍 | 9517  | 击沉 |
| 1918年8月7日   | 洛娜号              | 挪威         | 3286  | 击沉 |
| 1918年8月8日   | 韦斯特沃德霍号      | 美国         | 5814  | 击伤 |

## 脚注
1. ↑  Gröner，第8-10頁.
2. 1 2 3  Helgason, Guðmundur. . German and Austrian U-boats of World War I - Kaiserliche Marine - Uboat.net.   [17 December 2014].
3. 1 2  Helgason, Guðmundur. . German and Austrian U-boats of World War I - Kaiserliche Marine - Uboat.net.   [17 December 2014].
4. ↑  Helgason, Guðmundur. . German and Austrian U-boats of World War I - Kaiserliche Marine - Uboat.net.   [17 December 2014].
5. 1 2 3  陈进，第71頁.
6. ↑  Herzog，第48頁.
7. ↑  Herzog，第136頁.
8. ↑  Herzog，第68頁.
9. ↑  Helgason, Guðmundur. . German and Austrian U-boats of World War I - Kaiserliche Marine - Uboat.net.   [2021-09-22].
10. ↑  . Shipwreck Investigations at Library and Archives Canada. Library and Archives Canada. 14 February 2006  [20 February 2018]. （原始内容存档于2021-03-04）.
11. ↑  Helgason, Guðmundur. . German and Austrian U-boats of World War I - Kaiserliche Marine - Uboat.net.   [2021-09-22].
12. ↑  Hashagen，第7頁.
13. ↑  Helgason, Guðmundur. . German and Austrian U-boats of World War I - Kaiserliche Marine - Uboat.net.   [2021-09-22].
14. ↑  Caro; Old Weather Transcriber; Forum Moderator (编). . Royal Navy Log Books of the World War 1 Era. Naval History.Net.   [22 December 2020]. （原始内容存档于2021-06-18）.
15. ↑  Sims & Hendrick，第148–149頁.
16. ↑  Helgason, Guðmundur. . German and Austrian U-boats of World War I - Kaiserliche Marine - Uboat.net.   [2021-09-22].
17. ↑  Helgason, Guðmundur. . German and Austrian U-boats of World War I - Kaiserliche Marine - Uboat.net.   [2021-09-22].
18. ↑  Herzog，第90頁.
19. ↑  Helgason, Guðmundur. . German and Austrian U-boats of World War I - Kaiserliche Marine - Uboat.net.   [17 December 2014].